# Aeroporto Regional de Wittman
O Aeroporto Regional de Wittman (IATA: OSH, ICAO: KOSH, FAA LID: OSH) é um aeroporto de uso público de propriedade do condado localizado a duas milhas náuticas (4 km) ao sul do distrito comercial central de Oshkosh, uma cidade no condado de Winnebago, Wisconsin , Estados Unidos. Uma grande parte da extremidade sul do aeroporto está localizada na cidade de Nekimi. Ele está localizado ao lado do aeroporto Pioneer, parte do EAA Aviation Museum.

## Breve histórico
O aeroporto foi batizado em homenagem ao piloto aéreo, projetista e pioneiro na construção de aeronaves Steve Wittman em 1972. Originalmente chamado Winnebago County Airport, o nome Steve Wittman Field foi proposto em 1968, e também é conhecido simplesmente como Wittman Field.

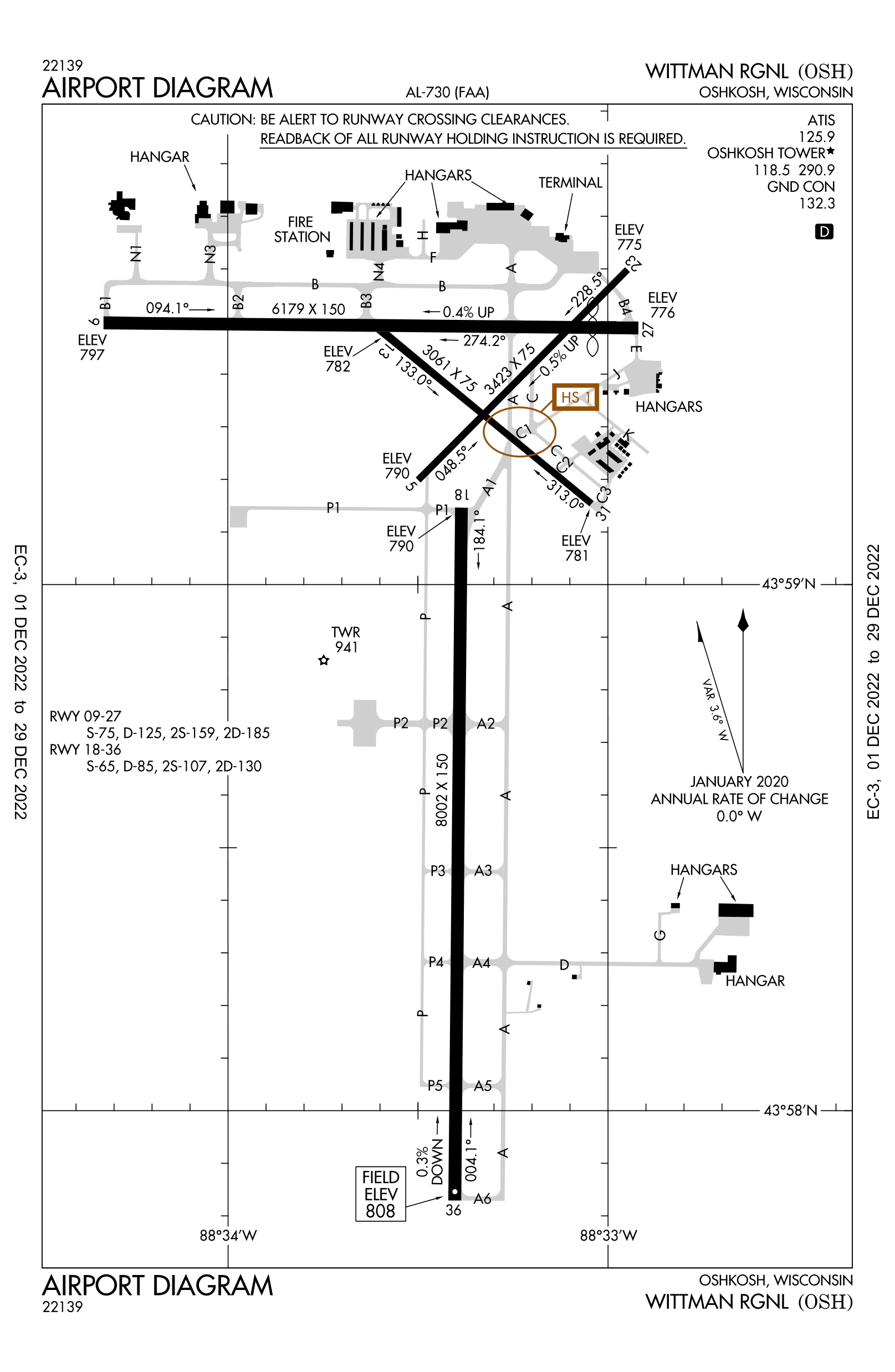
Diagrama do aeroporto pela FAA.

Ele está incluído no Plano Nacional de Sistemas Integrados de Aeroportos da Administração Federal de Aviação (FAA) para 2021–2025, no qual é classificado como uma instalação de aviação geral regional.

## Airshow
O aeroporto é o local do "AirVenture Oshkosh" da "Experimental Aircraft Association", um show aéreo de aeronaves experimentais e aviação esportiva. Do outro lado da rua Knapp, a oeste, fica o campus do EAA AirVenture Museum. Para a semana do AirVenture Oshkosh (conhecido localmente como "The Airshow" ou "The Fly-in"), o Wittman Regional é o aeroporto mais movimentado do mundo em termos de pousos e decolagens.

## Galeria

Algumas vistas do Wittman Regional Airport
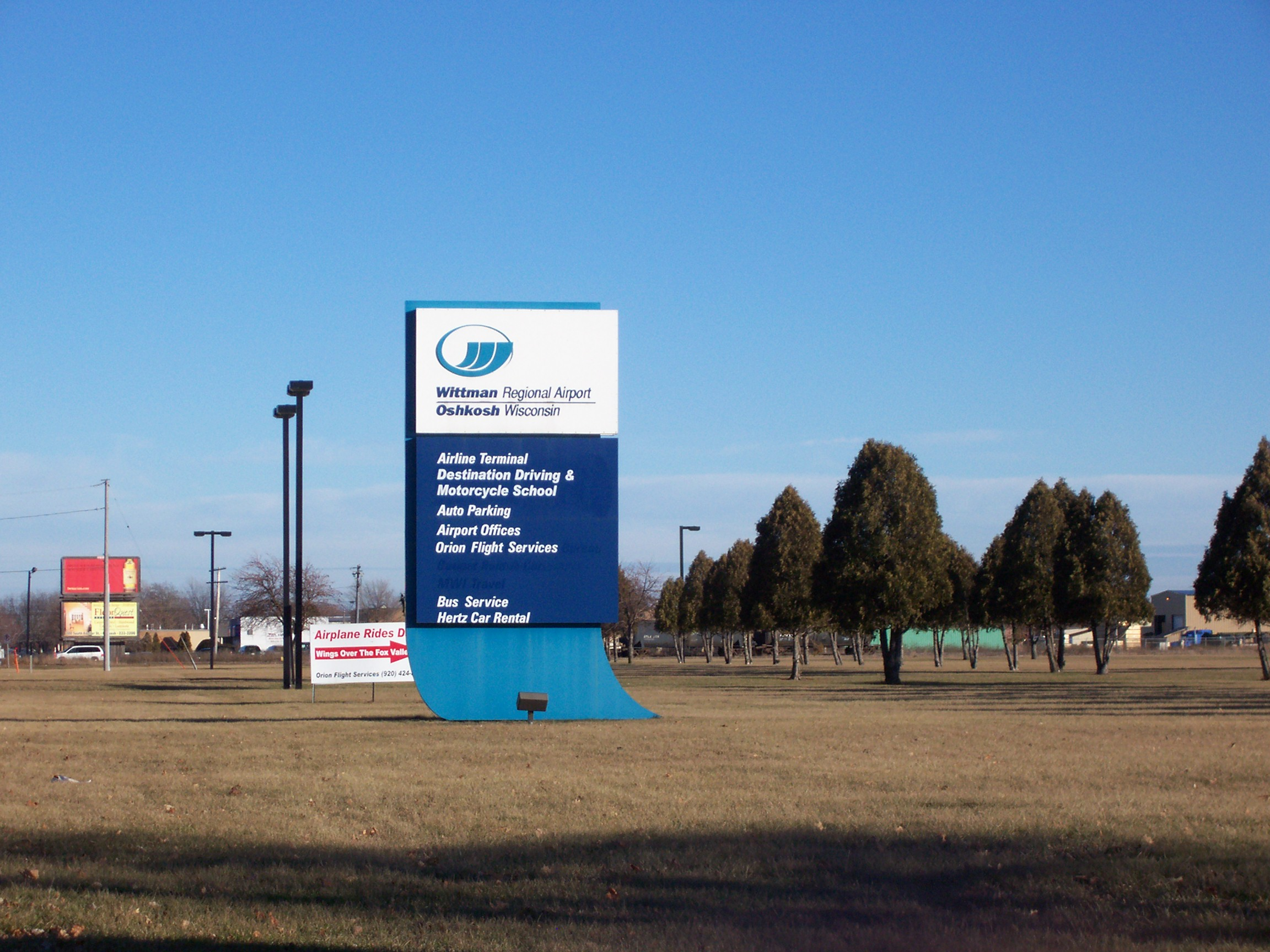
Placa na frente do terminal de passageiros
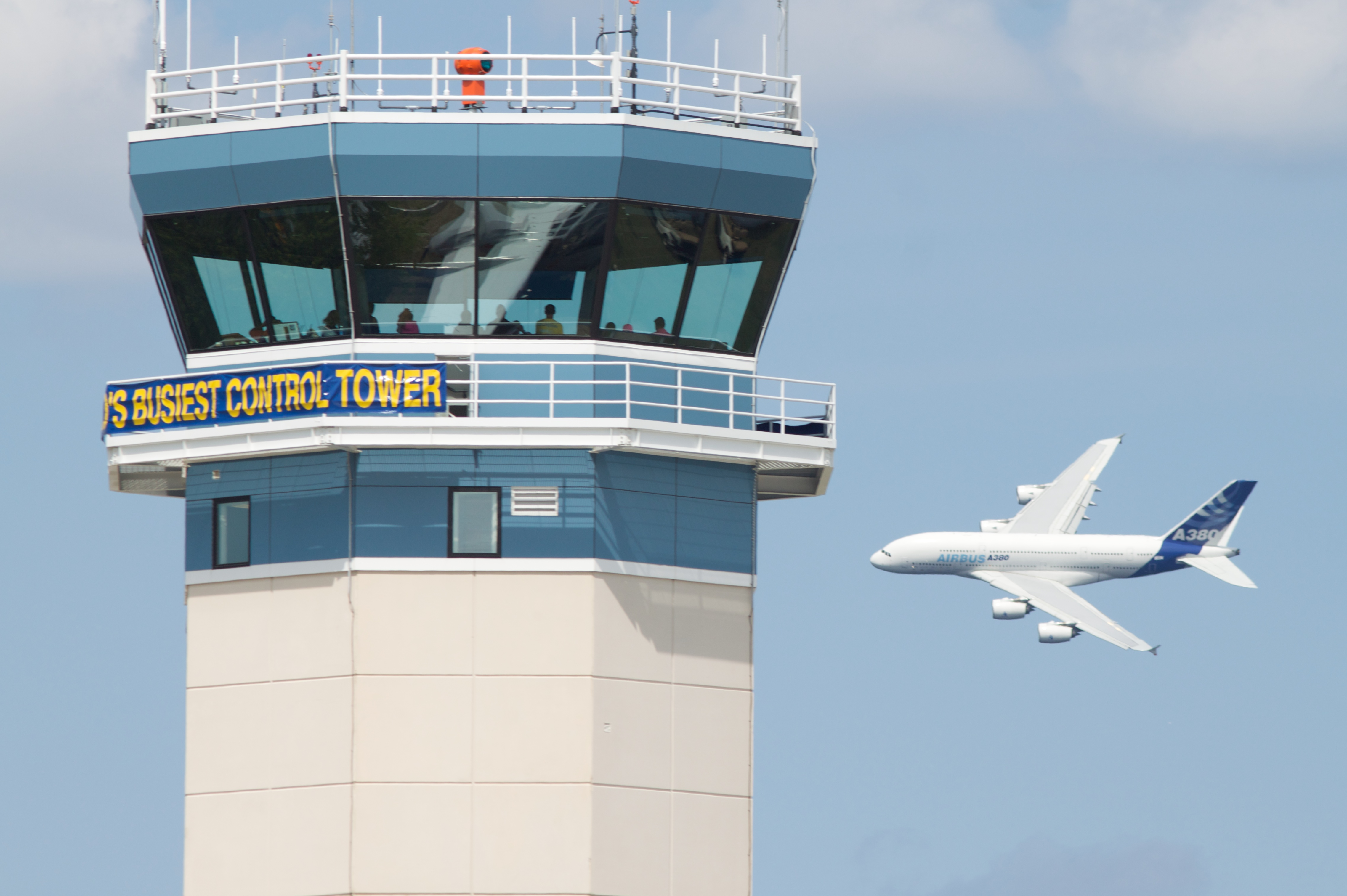
Nova torre de controle de tráfego aéreo com um A380 em segundo plano
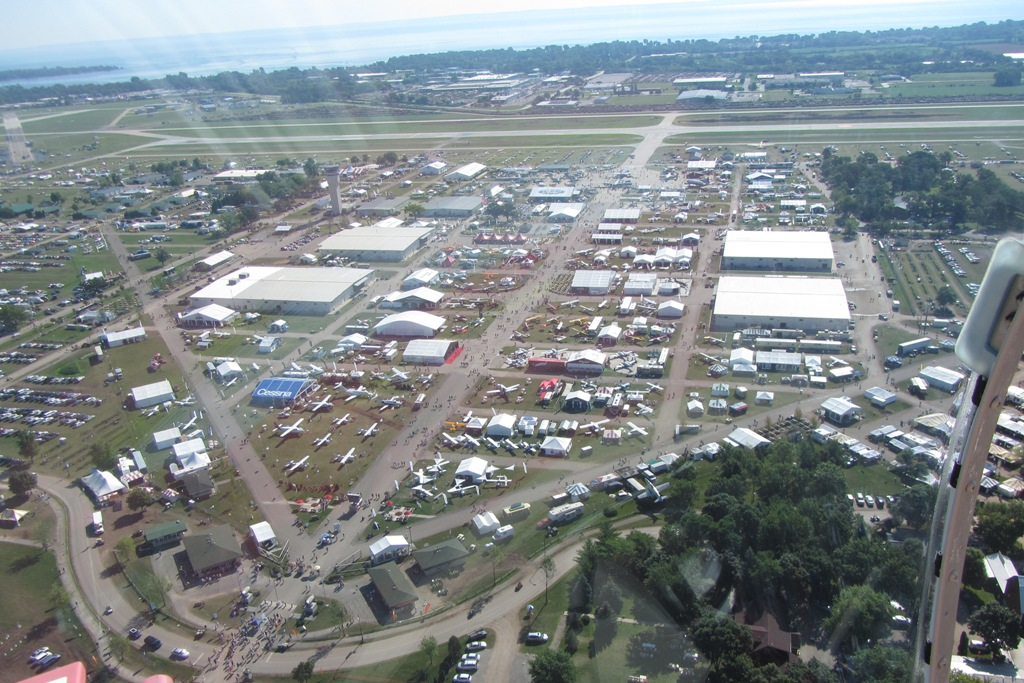
2011 EAA Airventure airshow
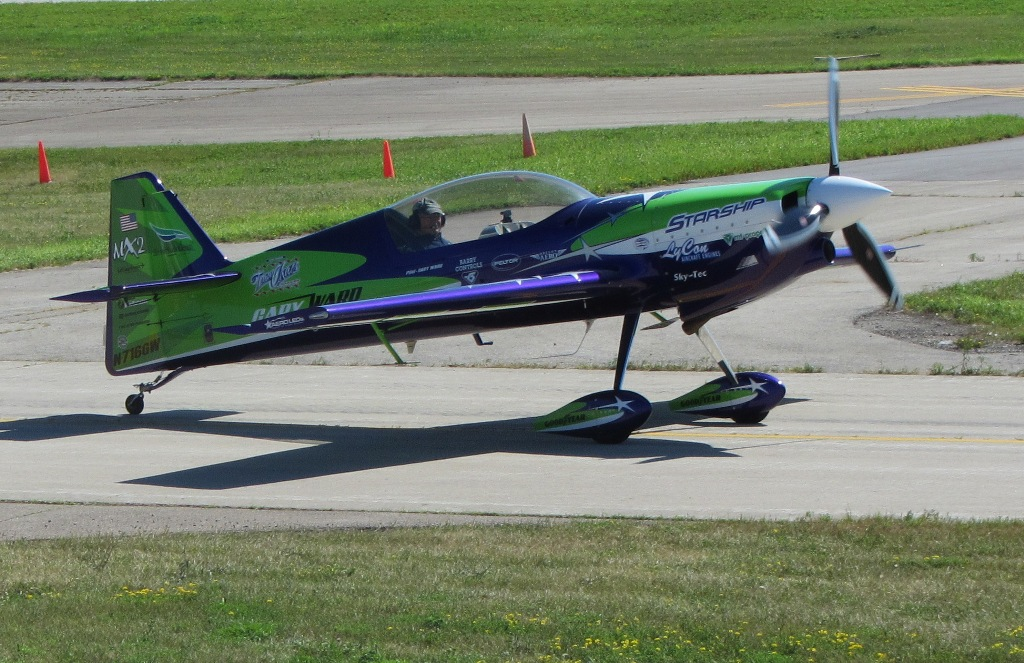
Avião experimental taxiando no Wittman Regional Airport